# El Suspiro, Chiapas
El Suspiro är en ort i Mexiko.   Den ligger i kommunen Ocosingo och delstaten Chiapas, i den sydöstra delen av landet, 800 km öster om huvudstaden Mexico City. El Suspiro ligger 685 meter över havet och antalet invånare är 164.
Terrängen runt El Suspiro är varierad. Runt El Suspiro är det glesbefolkat, med 16 invånare per kvadratkilometer. Närmaste större samhälle är San Antonio las Delicias, 5,4 km väster om El Suspiro. I omgivningarna runt El Suspiro växer i huvudsak städsegrön lövskog.